# Jacques Gencel
Jacques Gencel, né à Paris le 14 octobre 1940, est un acteur français.

## Biographie
Jacques Gencel, également connu au générique sous le nom de Jacky ou Jackie Gencel, a été acteur pendant son enfance et son adolescence. Il a ensuite exercé le métier de chapelier après avoir repris en 1965 l'atelier familial créé par son arrière-grand-père en 1877. 
Nommé Maître d'art en 1994, il a pris sa retraite en 2000 à l'âge de 60 ans.

## Filmographie

### Cinéma
- 1947 : Un flic de Maurice de Canonge : Pierrot
- 1948 : Une mort sans importance de Yvan Noé : Jackie
- 1949 : La Maternelle de Henri Diamant-Berger : Jacky le caïd
- 1950 : Plus de vacances pour le Bon Dieu de Robert Vernay : Urbain
- 1951 : Le Roi des camelots d'André Berthomieu : Jeanjean
- 1951 : La Peau d'un homme de René Jolivet
- 1951 : Si l'on mariait papa (He Comes the Groom) de Frank Capra : Bobby
- 1951 : Passion de Georges Lampin : Le petit Louis
- 1952 : Le Jugement de Dieu de Raymond Bernard : Le petit Adolphe
- 1952 : Le Fruit défendu de Henri Verneuil : Justin
- 1952 : Monsieur Leguignon lampiste de Maurice Labro : Un gosse du quartier
- 1952 : La Demoiselle et son revenant de Marc Allégret : Marcellin
- 1953 : Le Dernier Robin des Bois d'André Berthomieu : Un gosse
- 1954 : Gamin de Paris de Georges Jaffé
- 1954 : L'Œil en coulisses d'André Berthomieu : Jojo Cairolle
- 1959 : La Verte Moisson de François Villiers : Rouquier

### Télévision
- 1959 : Notre petite ville, téléfilm de Marcel Bluwal : Tom Crowell.